# André Previn
André George Previn, ursprungligen Andreas Ludwig Priwin, född 6 april 1929 i Berlin, död 28 februari 2019 på Manhattan i New York, var en tyskfödd amerikansk pianist, dirigent och kompositör av film- och konstmusik.
När Previn var tio år utvandrade han från Tyskland med sin judiska familj och slog sig ned i USA samt växte därefter upp i Los Angeles i Kalifornien. Previn vann fyra Oscar, nämligen för musiken till filmerna Gigi (1958), Porgy and Bess (1959), Irma la Douce (1963) och My Fair Lady (1964).
Previn var gift med Mia Farrow 1970–1979 och med Anne-Sophie Mutter 2002–2006.

## Filmmusik i urval
Previn har tonsatt musiken till cirka 50 filmer, bland annat:

### Original
- Lassies nya husse (1949)
- Spänning (1949)
- Kvinnan jag vill ha (1953)
- En man steg av tåget (1954)
- Alltid vackert väder (1955)
- Första kulan dödar (1956)
- Förlåt, vi är visst gifta (1957)
- Elmer Gantry (1960)
- Flickan som trampa' i klaveret (1961)
- Ett, två, tre (1961)
- Lång dags färd mot natt (1962)
- Två på gungbrädet (1962)
- De fyra ryttarna (1962)
- Vem ligger i min grav? (1964)
- Kyss mej dumbom (1964)
- Inside Daisy Clover (1965)

### Adaptioner av andras musik till film
- Tre små ord (1950) – baserat på sånger av kompositören Harry Ruby
- Kiss Me, Kate (1953) – efter Porters musikal
- Silkesstrumpan (1957) – efter Porters musikal
- Gigi, ett lättfärdigt stycke (1958)
- Porgy and Bess (1959) – efter Gershwins opera
- Det ringer, det ringer (1960)
- Irma la Douce (1963) – efter Monnots musikal
- My Fair Lady (1964) – efter Loewes musikal
- Guldrushens glada dagar (1969) – efter Loewes musikal

## Musikaler
- A Party (med Betty Comden och Adolph Green) (1958)
- The Good Companions (1964)
- Coco (1969)

## Operor
- A Streetcar Named Desire (1998)

## Utmärkelser
- Oscar för bästa specialkomponerade filmmusik, för Gigi, ett lättfärdigt stycke,  1959
- Grammy Award för bästa soundtrackalbum eller inspelning av originalensamble från film eller TV, för Gigi, ett lättfärdigt stycke,  1959
- Oscar för bästa specialkomponerade filmmusik, för Porgy and Bess,  1960
- Grammy Award för bästa soundtrackalbum eller inspelning av originalensamble från film eller TV, för Porgy and Bess,  1960
- Grammy Award för bästa instrumentala jazzalbum, för West Side Story,  1961
- Grammy Award för bästa instrumentala jazzalbum, för André Previn Plays Songs by Harold Arlen,  1962
- Oscar för bästa filmmusik, anpassning eller behandling, för Irma la Douce,  13 april 1964
- Oscar för bästa filmmusik, anpassning eller behandling, för My Fair Lady,  5 april 1965[15]
- Kommendör av 1 klass av Brittiska imperieorden,  1996
- Kennedy Center Honors,  1998[16]
- Glenn Gould-priset,  2005[17]
- Gramophonepris för livsgärning,  2008[18]
- Grammy Lifetime Achievement Award,  2010
- Fellow of the American Academy of Arts and Sciences,  2012[19]
- Förbundsrepubliken Tysklands förtjänstorden - stora kommendörskorset med stjärna

[Redigera Wikidata]